# James Hiebert
Pour les articles homonymes, voir Hiebert.
James Hiebert (né le 5 juin 1982 à Hay River, dans les Territoires du Nord-Ouest au Canada) est un joueur professionnel canadien de hockey sur glace.

## Carrière de joueur
Joueur originaire des Territoires du Nord-Ouest au Canada, il s'aligna quatre saisons complètes avec les Broncos de Swift Current de la Ligue de hockey de l'Ouest. Il connut sa meilleure saison junior en 2001-2002 alors qu'il récolta 71 points en 65 parties.
Il devint professionnel à l'aube de la saison 2003-2004, signant avec les Bucks de Laredo de la Ligue centrale de hockey. Il y joua trois saisons avant de joindre les rangs de l'ECHL en 2006-2007. Cette même année, il atteignit la Ligue américaine de hockey, jouant six parties avec les Monarchs de Manchester. Il retourna jouer avec les Bucks pour y terminer la saison.

## Statistiques
| Saison    | Équipe                   | Ligue |    | Saison régulière | Saison régulière | Saison régulière | Saison régulière | Saison régulière |   | Séries éliminatoires | Séries éliminatoires | Séries éliminatoires | Séries éliminatoires | Séries éliminatoires |
| Saison    | Équipe                   | Ligue | PJ | B                | A                | Pts              | Pun              | PJ               | B | A                    | Pts                  | Pun                  |                      |                      |
| 1998-1999 | Broncos de Swift Current | LHOu  | 1  | 0                | 0                | 0                | 0                | -                | - | -                    | -                    | -                    |                      |                      |
| 1999-2000 | Broncos de Swift Current | LHOu  | 52 | 8                | 11               | 19               | 114              | 3                | 0 | 0                    | 0                    | 4                    |                      |                      |
| 2000-2001 | Broncos de Swift Current | LHOu  | 58 | 12               | 12               | 24               | 123              | 16               | 1 | 4                    | 5                    | 39                   |                      |                      |
| 2001-2002 | Broncos de Swift Current | LHOu  | 65 | 29               | 42               | 71               | 120              | 7                | 0 | 3                    | 3                    | 13                   |                      |                      |
| 2002-2003 | Broncos de Swift Current | LHOu  | 66 | 21               | 39               | 60               | 145              | 3                | 1 | 3                    | 4                    | 6                    |                      |                      |
| 2003-2004 | Bucks de Laredo          | LCH   | 61 | 16               | 26               | 42               | 185              | 15               | 8 | 6                    | 14                   | 27                   |                      |                      |
| 2004-2005 | Bucks de Laredo          | LCH   | 58 | 18               | 41               | 59               | 243              | 16               | 4 | 10                   | 14                   | 54                   |                      |                      |
| 2005-2006 | Bucks de Laredo          | LCH   | 59 | 23               | 52               | 75               | 275              | 13               | 5 | 4                    | 9                    | 29                   |                      |                      |
| 2006-2007 | Royals de Reading        | ECHL  | 40 | 13               | 11               | 24               | 158              | -                | - | -                    | -                    | -                    |                      |                      |
| 2006-2007 | RoadRunners de Phoenix   | ECHL  | 15 | 1                | 2                | 3                | 14               | -                | - | -                    | -                    | -                    |                      |                      |
| 2006-2007 | Bucks de Laredo          | LCH   | 6  | 2                | 3                | 5                | 4                | 21               | 9 | 10                   | 19                   | 77                   |                      |                      |
| 2006-2007 | Monarchs de Manchester   | LAH   | 6  | 0                | 0                | 0                | 16               | -                | - | -                    | -                    | -                    |                      |                      |
| 2007-2008 | Bucks de Laredo          | LCH   | 54 | 26               | 38               | 64               | 185              | 11               | 6 | 7                    | 13                   | 36                   |                      |                      |
| 2008-2009 | Bucks de Laredo          | LCH   | 8  | 2                | 4                | 6                | 55               | 4                | 1 | 2                    | 3                    | 48                   |                      |                      |
| 2009-2010 | Brahmas du Texas         | LCH   | 51 | 8                | 24               | 32               | 179              | 8                | 1 | 6                    | 7                    | 21                   |                      |                      |